# Berestetschko
Berestetschko (ukrainisch und russisch Берестечко; polnisch Beresteczko) ist eine kleine Stadt in der Oblast Wolyn in der Ukraine. Sie liegt am Fluss Styr und hat 1630 Einwohner (Stand 2022).

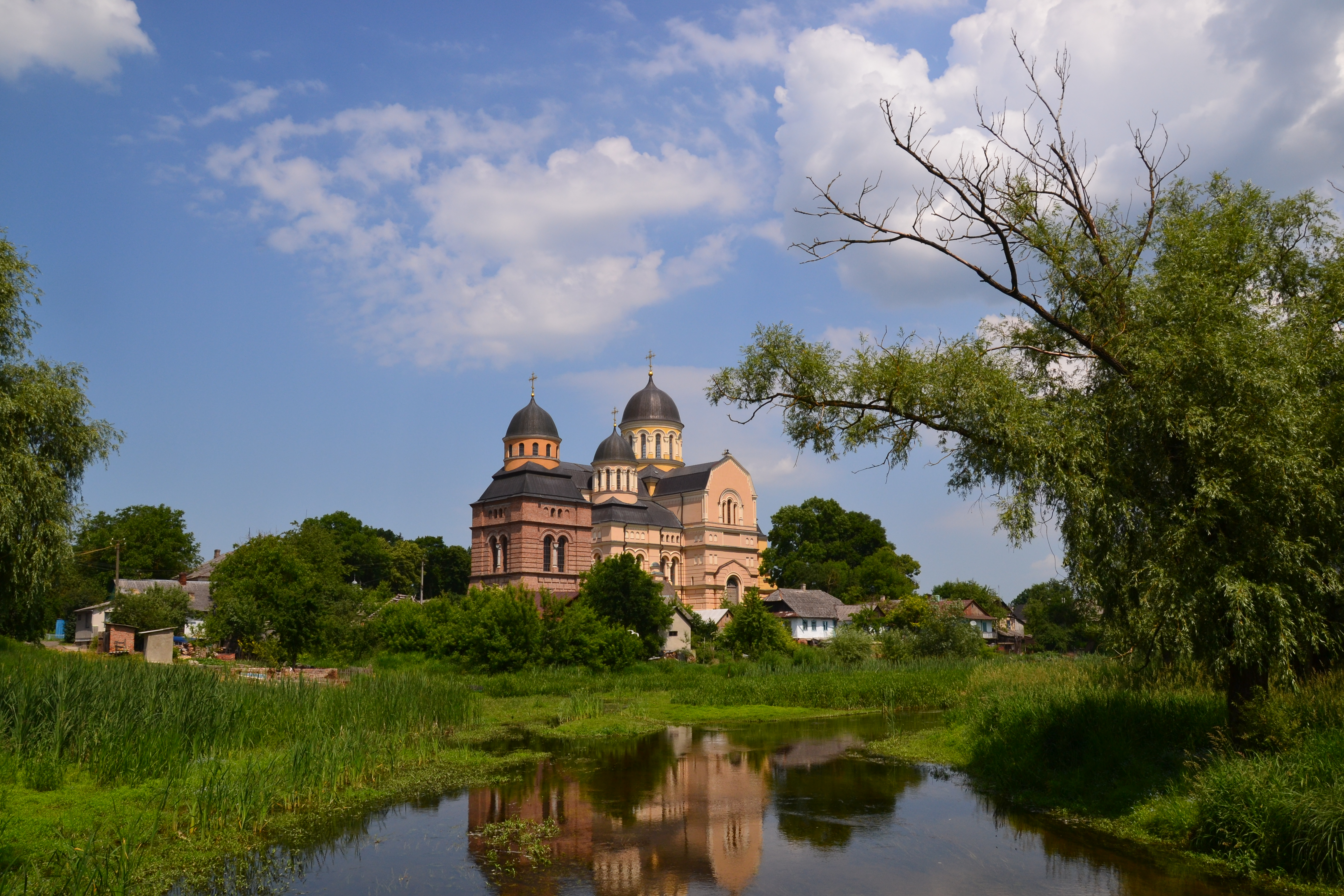
Dreifaltigkeitskathedrale im Ort

## Geschichte
Der Ort erhielt im Jahr 1547 das Magdeburger Recht verliehen. Im Juni 1651 kam es zu Zeiten des Chmelnyzkyj-Aufstands in seiner Nähe zur Schlacht bei Berestetschko, bei der sich die Adelsrepublik Polen-Litauen einen Kampf mit Saporoger Kosaken und Tataren lieferte. Nach der dritten polnischen Teilung kam der Landstrich 1795 zum russischen Zarenreich. Nach der Oktoberrevolution 1917 gab es zwischen Polen und Russland kriegerische Auseinandersetzungen um die Grenzgebiete, bis ein Friedensvertrag eine Einigung brachte. In den Jahren von 1921 bis 1939 war die Stadt ein Teil Polens.
Mit der sowjetischen Besetzung Ostpolens in der Folge des Hitler-Stalin-Paktes wechselte die staatliche Zugehörigkeit zur Ukrainischen SSR. Im Zweiten Weltkrieg war die Stadt vorübergehend ein Teil des deutschen „Reichskommissariats Ukraine“. Die Nationalsozialisten errichteten ein Ghetto für die jüdische Bevölkerung und ermordeten im September 1942 alle jüdischen Einwohner. Von den sechs Synagogen im Ort blieb nur das Gebäude der Großen Synagoge erhalten.
Nach dem Zerfall der Sowjetunion ist der Ort jetzt Teil der unabhängigen Ukraine.

## Verwaltungsgliederung
Am 12. Juni 2020 wurde die Stadt zum Zentrum der neugegründeten Stadtgemeinde Berestetschko (Берестечківська міська громада/Berestetschkiwska miska hromada). Zu dieser zählen auch noch die 20 in der untenstehenden Tabelle aufgelistetenen Dörfer, bis dahin bildete die Stadt die gleichnamige Stadtratsgemeinde Berestetschko (Берестечківська міська рада/Berestetschkiwska miska rada) im Südosten des Rajons Horochiw.
Am 17. Juli 2020 wurde der Ort Teil des Rajons Luzk.
Folgende Orte sind neben dem Hauptort Berestetschko Teil der Gemeinde:
| Name                     | Name               | Name                                        | Name          | Name |
| ukrainisch transkribiert | ukrainisch         | russisch                                    | polnisch      |      |
| ------------------------ | ------------------ | ------------------------------------------- | ------------- | ---- |
| Antoniwka                | Антонівка          | Антоновка (Antonowka)                       | Antonówka     |      |
| Bohuniwka                | Богунівка          | Богуновка (Bogunowka)                       | Rejmontowicze |      |
| Burkatschi               | Буркачі            | Буркачи (Burkatschi)                        | Burkacze      |      |
| Dykowyny                 | Диковини           | Диковины (Dikowiny)                         | Dzikowiny     |      |
| Hektary                  | Гектари            | Гектары (Gektary)                           | Hektary       |      |
| Horischnje               | Горішнє            | Горишнее (Gorischneje)                      | Holatyn Górny |      |
| Humnyschtsche            | Гумнище            | Гумнище (Gumnischtsche)                     | Humniszcze    |      |
| Iwaniwka                 | Іванівка           | Ивановка (Iwanowka)                         | Janówka       |      |
| Kolmiw                   | Колмів             | Колмов (Kolmow)                             | Kołmów        |      |
| Kutriw                   | Кутрів             | Кутров (Kutrow)                             | Kutrów        |      |
| Lobatschiwka             | Лобачівка          | Лобачовка (Lobatschowka)                    | Łobaczówka    |      |
| Lypa                     | Липа               | Липа (Lipa)                                 | Lipa          |      |
| Merwa                    | Мерва              | Мерва                                       | Merwa         |      |
| Nowostaw                 | Новостав           | Новостав                                    | Nowostaw      |      |
| Peremyl                  | Перемиль           | Перемиль (Peremil)                          | Peremyl       |      |
| Pisky                    | Піски              | Пески (Peski)                               | Piaski        |      |
| Selene                   | Зелене             | Зелёное (Seljonoje)                         | Zielona       |      |
| Smoljawa                 | Смолява            | Смолява                                     | Smolawa       |      |
| Staryky                  | Старики            | Старики (Stariki)                           | Staryki       |      |
| Wolyzja-Lobatschiwska    | Волиця-Лобачівська | Волица-Лобачовская (Woliza-Lobatschowskaja) | Wolica        |      |